# İşhan
İșhan, Ischkani oder Ischchan (georgisch იშხანი, armenisch Իշխան, vom armenischen Wort für „Prinz“; türkisch İșhan) ist ein aufgelassenes christliches Kloster auf dem Gebiet der heutigen türkischen Provinz Artvin. 
Das Kloster war eines der wichtigen geistlichen Zentren im mittelalterlichen Tajk, später Tao-Klardschetien. Die erste Kirche wurde vom armenischen Katholikos Nerses III. dem Erbauer im 7. Jahrhundert errichtet, der selbst aus dem Dorf Ischchan in Tajk stammte und als Nerses III. Ischchanezi bekannt ist.
Die Kirche bestand im Grundriss aus vier Konchen, einer zentralen Kuppel und vier sternförmig angeordneten Apsiden. Sie wurde während der arabischen Invasionen des 7. Jahrhunderts verwüstet.
 

In der ersten Hälfte des 8. Jahrhunderts wurde die Kirche nach der arabischen Eroberung aufgegeben, und Saba Ischchneli, einer der Anhänger Gregors von Chandsta, erneuerte sie in der ersten Hälfte des 10. Jahrhunderts. In der mittelalterlichen georgischen Heiligenvita des Gregor von Chandsta wird die Kirche wie folgt erwähnt: 

„Durch den Willen Gottes wurde Saba Bischof von Ischchan, mit der Herrschaft über den Bischofssitz und die Kathedrale, die vom heiligen Nerses, dem Katholikos Armeniens, erbaut wurde. Diese war viele Jahre verwüstet und verwaist. Nun wurde sie vom hl. Saba wiedererrichtet, mit der Hilfe jener frommen Prinzen, und Ischchan kam zu immerwährender Blüte für alle Zeiten.“

Die Form von Sabas restaurierter Kirche ist unklar. Ihre vier Konchen entsprachen der Kathedrale von Zvart'not und der späteren Kirche von Bana, möglicherweise war es eine dreischiffige Basilika, die den Ostteil der heutigen Kirche ausfüllte.